# Удсток (Peanuts)
Вижте пояснителната страница за други значения на Удсток.
Удсток (Woodstock) е герой от поредицата карикатури Фъстъци на Чарлс М. Шулц. В началото на 1960-те Снупи започва да се сприятелява с птици, когато те използват колибата му с различни цели- място за почивка по време на миграциите им, място за гнездене или място за игра на карти. На нито една от тези птици е дадено име или са използвани балончета за реч, те просто гледат Снупи и той ги разбира. Първата птица, която прилича на Удсток посещава Снупи през 1967 и това се счита за неговия дебют, но Шулц не го именува и прави главен герой до 22 юни 1970. В няколко интервюта в средата на 70-те авторът споделя, че е кръстил героя на рок фестивала.
Снупи и Удсток се запознават, когато птица-майка си прави гнездо на корема на кучето. В гнездото има две птички, майката не се завръща. Един ден на Снупи му писва от двете птички и ги оставя на произвола на съдбата. Първата му мисъл е за това колко е доволен, че се е отървал от този товар, но когато си го помисля, идва Удсток, летейки по обичайния начин- с главата надолу.
Единствения нелетящ герой, който разбира езика на Удсток е Снупи. Това е, защото птичката „говори“ с възклицателни знаци, а Снупи ги превежда на читателите. Във филмите и специалните телевизионни епизоди „говори“ му е представен от крясъци и грачене издавани от озвучаващия Снупи Бил Мелендес. Удсток често работи като секретар на кучето или му носи стиковете за голф.
Удсток е малък, но е борбена натура, приема шегите на Снупи, но не се колебае да се възпротиви, ако приятелят му стигне твърде далеч. Веднъж двамата спират да си говорят, защото Снупи има навика да чете само по дума на ден от „Война и мир“, но когато му е казано, че Удсток е нападнат от съседската котка, веднага се притичва на помощ, но в крайна сметка е набит (котката всъщност „атакува“ жълта ръкавица). Мрази да бъде объркван с други видове птици (но не става ясно какъв вид е той самия) и не е склонен да кълве хвърлени хлебни трохи, за да си мислят, че е на социални помощи.
За разлика от умствените способности на Удсток, той е слаб летец и това е отличителната му черта, откакто се появява в карикатурите. Лети насам-натам, без каквато и да е траектория, често с главата надолу и нерядко се блъска в нещо. Обикновено успява да стигне, за където е тръгнал, но ако не трябва да лети прекалено високо. Тече му кръв от човката, ако се издигне над 10 фута във въздуха. През зимата релаксира като или кара кънки, или играе хокей. През цялото си участие в карикатурите, цел му е да проследи майка си, за да може да ѝ прати картичка за Денят на майката.
В гнездото на Удсток има асансьор, който не се вижда, но се чува, въпреки че птицата размахва крила и се издига над дома му. Когато Снупи му купува къщичка за птици, отказва да я ползва, но Снупи се налага. Удсток тогава решава да я превърне в стая за почивка; когато чукът и трионът спират да се чуват, Снупи поглежда вътре, но носът му се заклещва във вратата и събаря къщичката. Удсток приема втора къща като подарък.
Удсток и неговите жълти пернати приятели (наречени Бил (Bill), Хариет (Harriet), Оливие (Olivier), Реймънд (Raymond), Фред (Fred), Рой (Roy) и Конрад (Conrad)) често се присъединяват към Снупи за групови дейности, като кучето де факто е лидерът. Най-често те потеглят на скаутски експедиции, но имат и футболен и хокейен отбор (веднъж отборът им по футбол побеждава отбора на Пепърминт Пати). Въпреки че всичките си приличат, Снупи успява да ги различи.